# I min vildaste fantasi
I min vildaste fantasi (originaltitel: She's Out of My League) är en amerikansk romantisk komedi från 2010. Den är regisserad av Jim Field Smith och skriven av Sean Anders och John Morris. Filmen är inspelad i Pittsburgh. Huvudrollerna spelas av Jay Baruchel och Alice Eve. Produktionen av filmen var klar 2008, men filmen hade inte biopremiär i USA förrän den 12 mars 2010.

## Handling
Kirk Kettner, en helt vanlig kille, möter den perfekta kvinnan, dock kommer hans brist på självförtroende och influenser från vänner och familj att sätta relationen i gungning.

## Rollista
| Jay Baruchel      | – Kirk Kettner, huvudroll. |
| Alice Eve         | – Molly McCleish           |
| Krysten Ritter    | – Patty                    |
| T.J. Miller       | – Wendell aka "Stainer"    |
| Nate Torrence     | – Devon                    |
| Mike Vogel        | – Jack                     |
| Lindsay Sloane    | – Marnie                   |
| Kim Shaw          | – Katie McCleish           |
| Jasika Nicole     | – Wendy                    |
| Debra Jo Rupp     | – Mrs. Kettner             |
| Adam LeFevre      | – Mr. Kettner              |
| Kyle Bornheimer   | – Dylan Kettner            |
| Hayes MacArthur   | – Ron                      |
| Geoff Stults      | – Cam Armstrong            |
| Jessica St. Clair | – Debbie                   |
| Trevor Eve        | – Mr. McCleish             |
| Sharon Maughan    | – Mrs. McCleish            |